# Malla volumétrica
Una  malla volumétrica es una estera tridimensional que se usa para la contención de materiales en pendiente u otras condiciones desfavorables para la conservación del sustrato del suelo, siendo muy útiles en el control de erosión y la revegetación de áreas degradadas. 

## Características
Las mallas volumétricas son esteras sintéticas tridimensionales fabricadas por extrusión o por unión de diferentes mallas de polietileno de alta densidad. Su volumen permite la contención y protección de una capa de tierra vegetal o sustrato de entre 0,5 y 3 cm de espesor. Este estrato fértil favorece en gran medida la germinación y establecimiento inicial de la vegetación sobre suelos pobres, de elevada pendiente o expuestos a condiciones altamente erosionantes (desmontes, minas, vertederos, riberas, canales, puertos…). A su vez la malla actúa como barrera física ante la erosión desde el momento de su instalación. Una vez la vegetación se ha establecido se crea un complejo raíces-suelo-malla con muy alta flexibilidad y resistencia mecánica.

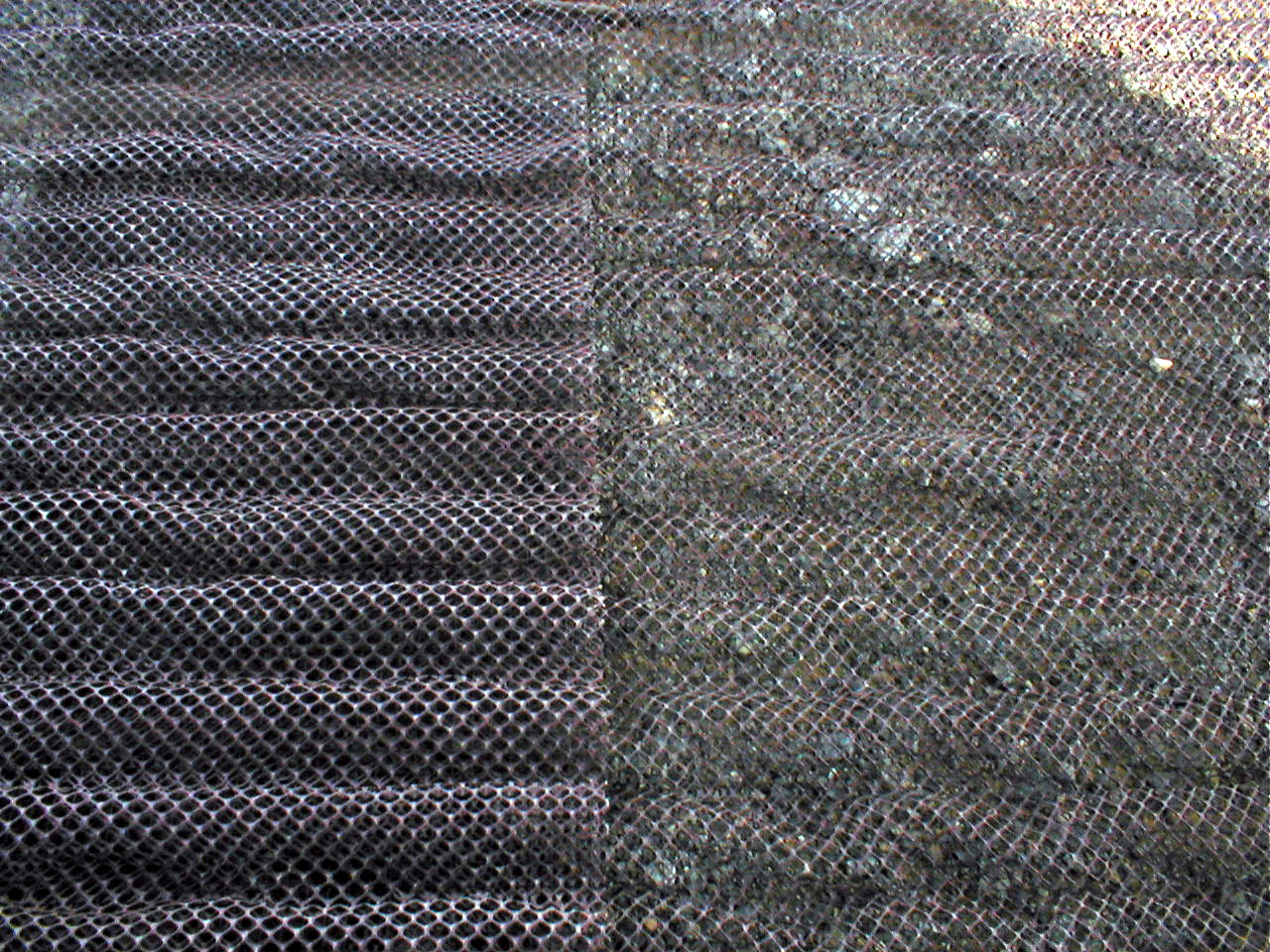
Malla volumétrica para control de erosión

Existen dos tipos bien diferenciados, las formadas por mallas termosoldadas y las fabricadas por extrusión.
- Mallas termosoldadas: se unen mallas de polietileno de alta densidad con diferentes tamaños de luz de malla, de las cuales la superior forma ondulaciones creando un volumen hueco capaz de contener tierras o sustrato.
- Extrusión: se fabrican a partir de filamentos de polietileno extruidos que se unen entre sí formando una maraña de espesor variable. Al igual que en las anteriores el espacio generado por los filamentos se puede rellenar con tierras o sustratos.

## Utilización
Estas mallas se pueden encontrar combinadas con otros materiales como geotextiles no tejidos, mantas orgánicas y sintéticas semilladas o georedes de alta resistencia.
Tras su instalación se suelen rellenar con tierras o sustratos tamizados. Después se revegetan mediante hidrosiembra. Hay dos medios para rellenarlas:
- Mediante el extendido de las tierras por medios tradicionales.
- Por medio de hidrosembradoras que proyectarán el sustrato a presión, está última técnica tiene especial utilidad en taludes de más de 40° ya que el hidromulch se proyecta con estabilizantes que lo mantienen adherido al suelo y la malla, mientras que las tierras vegetales acabarían deslizándose o siendo lavadas.

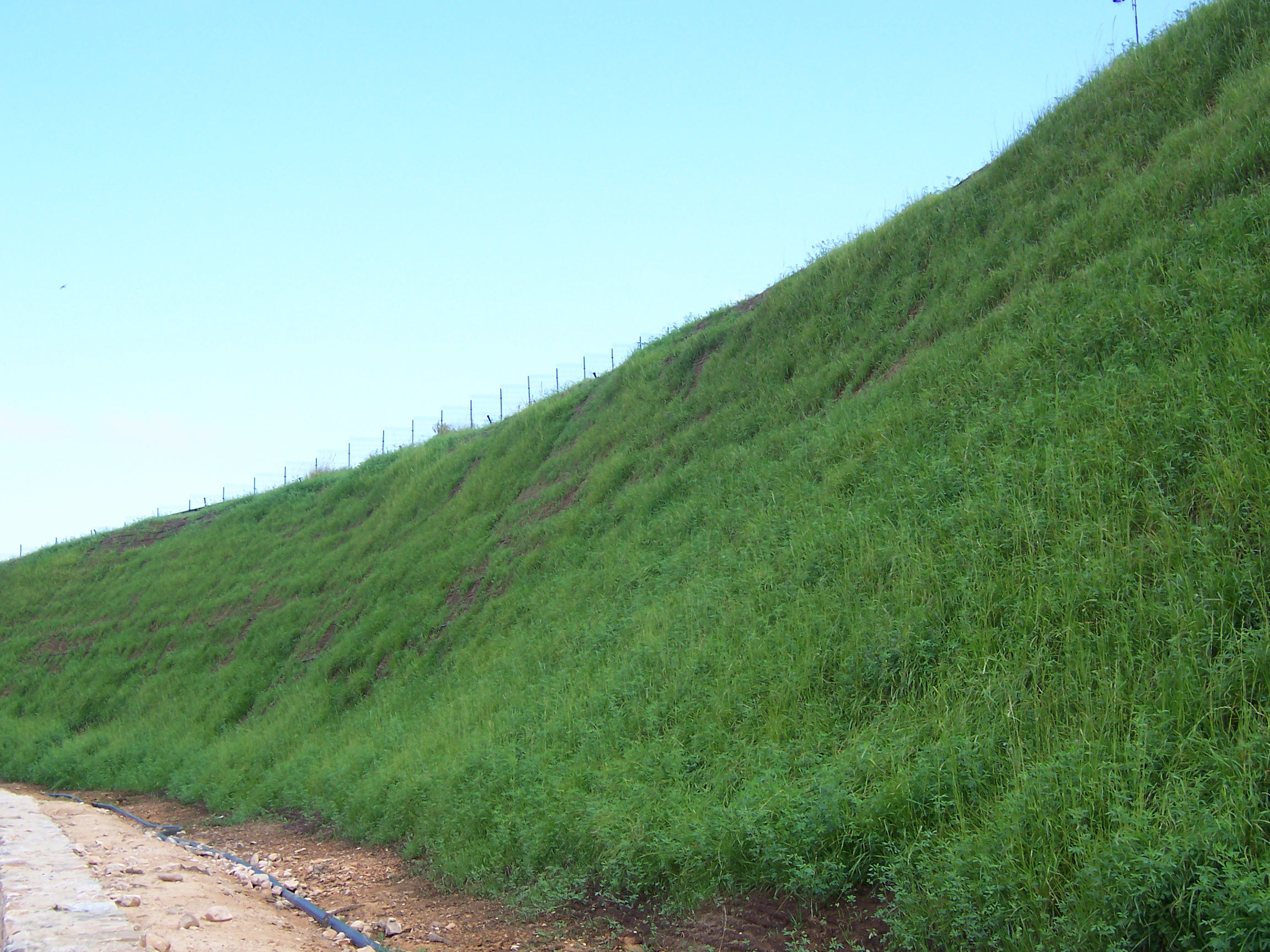
Malla volumétrica en proceso de revegetación de talud

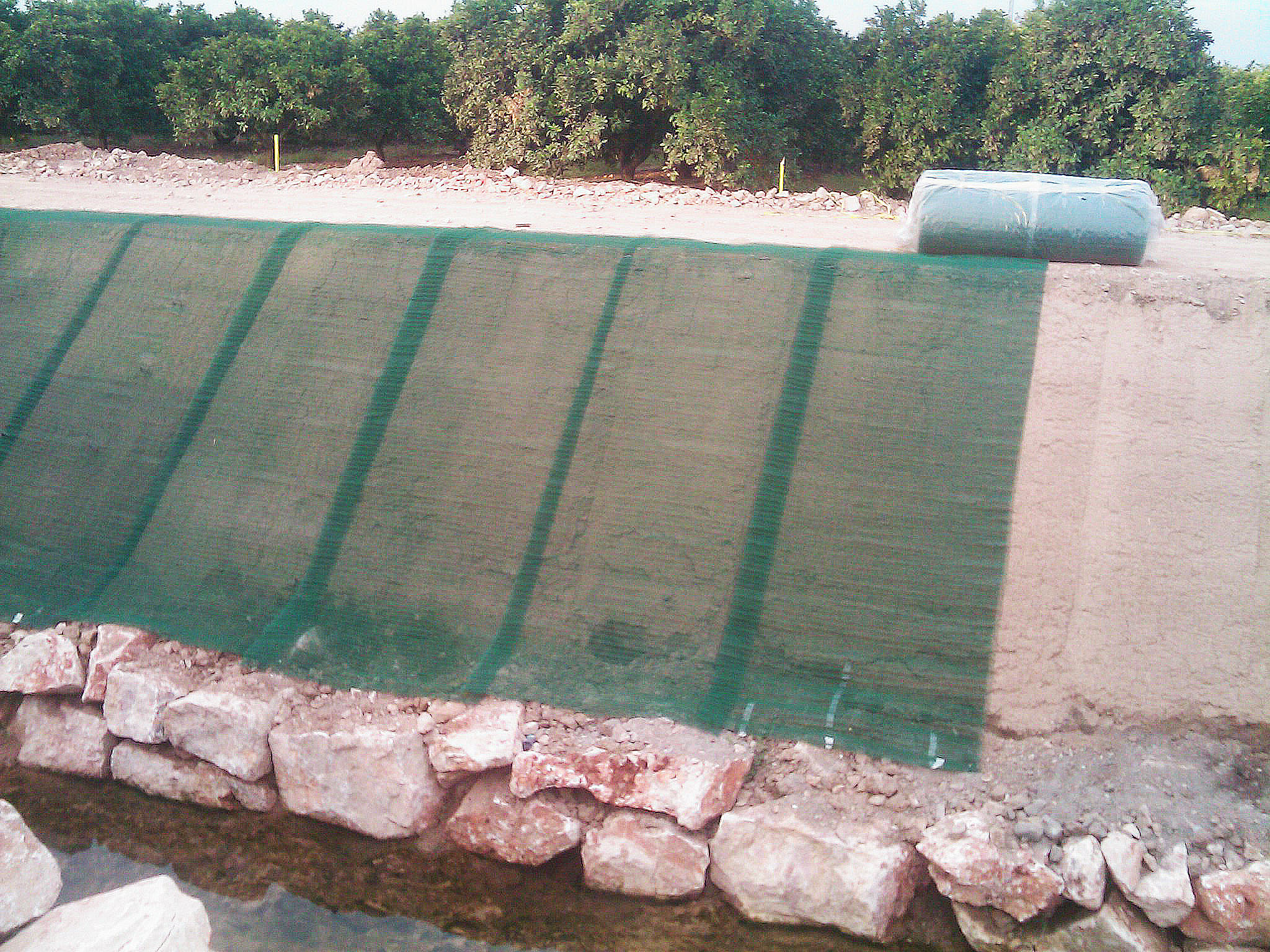
Malla volumétrica instalada

- Datos: Q5990630
- Multimedia: Malla volumétrica / Q5990630